# Isidore Mankofsky
Isidore Mankofsky (New York, 22 september 1931 - 11 maart 2021) was een Amerikaanse cinematograaf.
Voor de Encyclopædia Britannica maakte hij meer dan 2000 educationele filmpjes.

## Jeugd
Als kind van Oekraïense ouders, die in 1923 naar de Verenigde Staten kwamen, groeide Mankofsky op in New York en Chicago. Hier kwam Mankofsky in aanraking met film, doordat zijn moeder, die geen geld had voor kinderopvang, voor de kinderen een bioscoopkaartje kocht, met de instructie voor de plaatsaanwijzer de kinderen niet eerder te laten gaan dan dat de oudste weer uit school was.

## Filmografie
- 1979: The Muppet Movie
- 1985: Ewoks: The Battle for Endor
- 1996: She Cried No